# اکوکاردیوگرافی

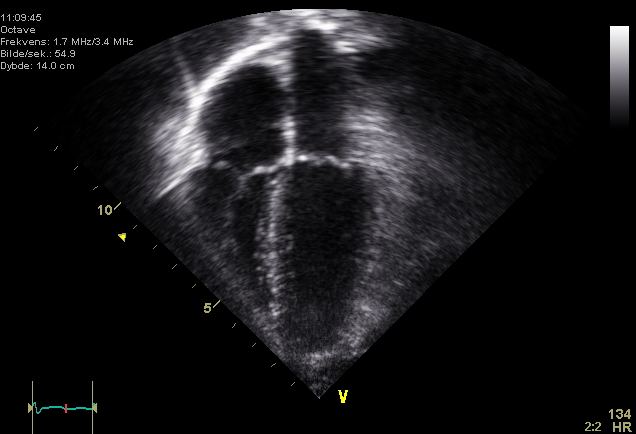
اکوکاردیوگرافی

اکوکاردیوگرافی (به انگلیسی: Echocardiography) یا پژواک‌نگاری قلب که به آن "سونوگرافی قلب" یا "اکوی قلب" هم گفته می‌شود روشی غیر تهاجمی است که با استفاده از امواج صوتی، ساختمان داخلی قلب به تصویر کشیده می‌شود و در حقیقت به عنوان استاندارد تشخیص بیماری‌های قلبی تلقی می‌شود.
در این روش از سونوگرافی استاندارد دو بعدی ، سه بعدی و داپلر برای ایجاد تصاویر از قلب استفاده می شود.
به طور معمول اکوکاردیوگرافی در تشخیص، مدیریت و پیگیری بیماران با هر گونه بیماری قلبی مشکوک یا شناخته شده مورد استفاده قرار می گیرد. این روش یکی از پرکاربردترین روش‌های تشخیصی در بیماران قلب و عروق است.  اکوکاردیوگرافی می‌تواند اطلاعات مفیدی از جمله اندازه و شکل قلب، ظرفیت پمپاژ و همچنین محل و میزان هرگونه آسیب بافتی را مشخص کند. اکوکاردیوگرام همچنین می‌تواند تخمین‌های دیگری از عملکرد قلب مانند محاسبه برون ده قلب، کسر جهشی و عملکرد دیاستولیک (میزان آرامش قلب) به پزشکان ارائه دهد.
اکوکاردیوگرافی ابزاری مهم در ارزیابی ناهنجاری دیواره قلب در بیماران مشکوک به بیماری قلبی است. ابزاری است که به تشخیص زودرس سکته قلبی کمک می کند. همچنین، با ارزیابی کسر جهشی، در درمان و پیگیری بیماران مبتلا به نارسایی قلبی مهم است.
اکوکاردیوگرافی می تواند به تشخیص انواع کاردیومیوپاتی، مانند کاردیومیوپاتی هیپرتروفیک ، کاردیومیوپاتی متسع و بسیاری موارد دیگر کمک کند. استفاده از استرس اکوکاردیوگرافی می‌تواند به تعیین اینکه آیا درد قفسه سینه یا علائم مرتبط با آن مربوط به بیماری قلبی است یا خیر کمک کند. بزرگترین مزیت اکوکاردیوگرافی این است که تهاجمی نیست و هیچ خطرات و عوارض جانبی مشخصی ندارد.
اکوکاردیوگرام نه تنها می تواند تصاویر سونوگرافی از ساختارهای قلب ایجاد کند، بلکه می‌تواند با استفاده از سونوگرافی داپلر ارزیابی دقیقی از خون جریان یافته به بافت قلب ایجاد کند. داپلر رنگی و همچنین داپلر طیفی برای به نصویر کشیدن هرگونه ارتباط غیر عادی بین دو طرف چپ و راست قلب ، نشتی خون از طریق دریچه ها (نارسایی دریچه ای) و تخمین میزان باز بودن دریچه ها (یا باز نشدن آنها) استفاده می‌شود.
پزشک سوئدی اینگ ادلر، فارغ التحصیل دانشگاه لوند که به عنوان "پدر اکوکاردیوگرافی" شناخته می‌شود، اولین فردی بود که از تصویربرداری اکو در تشخیص بیماری قلبی استفاده کرد، در حقیقت ، ادلر در سال 1953 با استفاده از رفلکتوسکوپ اولتراسونیک Firestone-Sperry ، اولین اکوکاردیوگرافی را ایجاد کرد.

## انواع اکوکاردیوگرافی

### پژواک‌نگاری قفسه‌گذر (Transthoracic Echocardiography)
شایعترین نوع اکوکاردیوگرافی است که در حال حاضر مورد استفاده قرار می‌گیرد و یک روش بدون درد و غیر تهاجمی است. غیر تهاجمی بدین معنا است که هیچ گونه جراحی بر روی بدن انجام نشده و هیچ وسیله‌ای نیز به داخل بدن شما وارد نمی‌شود.

### پژواک‌نگاری تنشی (Stress Echocardiography)
این نوع از اکوکاردیوگرافی در حقیقت جزئی از تست استرس قلب (cardiac stress test) محسوب می‌شود. در این تست بیمار با مصرف دارو یا ورزش زیر نظر پزشک باعث افزایش ضربان قلب خود می‌شود. بعضی از ناهنجاری‌های قلبی مثل بیماری عروقی قلب در صورت افزایش ضربان قلب آسانتر تشخیص داده می‌شوند.

### پژواک‌نگاری مری‌گذر(Transesophageal Echocardiography)
آئورت و بعضی قسمت‌های قلب از راه پژواک‌نگاری قفسه‌گذر به سختی بررسی می‌شوند از این‌رو در صورتی که پزشک نیاز به بررسی این قسمتها داشته باشد از پژواک‌نگاری مری‌گذر استفاده می‌کند.
در این حالت کاوشگر دستگاه اکوکاردیوگرافی که به انتهای یک لوله منعطف متصل شده از راه دهان وارد مری شده و از راه مری ساختمان‌های پشت قلب بررسی می‌شود..

### پژواک‌نگاری قلب جنین (Fetal Echocardiography)[۹]
در این اکو قلب جنین، امکان تشخیص نارسایی‌های قلب در مراحل اولیه رشد جنین فراهم می‌شود و به دنبال آن می‌توان اقدامات درمانی را سریعتر آغاز کرد. این روش معمولاً برای بررسی بیماری‌های مادرزادی و آریتمی‌های قلب استفاده می‌شود. اکوکاردیوگرافی که اغلب از هفته شانزدهم بارداری به بعد انجام می‌شود، برای جنین و مادر خطر و عارضه‌ای ندارد و انجام آن برای تمام جنین‌ها لازم نیست.

#### شرایط مادر برای لزوم انجام اکو قلب جنین
- داشتن سابقه بیماری‌های قلبی مادرزادی در خانواده
- مصرف داروهای ضد انعقادی
- مصرف داروهای تراتوژن در زمان حاملگی مانند الکل، آمفتامین، ضدتشنج‌ها، لیتیوم ویتامین A، وارفارین
- چندقلویی
- سقط مکرر
- مادرانی که سابقه نازایی و استفاده از روش‌های کمک باروری داشته‌اند
- IVF
- NT غیرطبیعی در سونوگرافی
- وجود لکه اکوژن در سونوگرافی
- کودک قبلی با CHD
- بیماری‌های متابولیکی از جمله دیابت، فنیل کتونوری، لوپوس
- بیماری‌های عفونی مثل سرخچه، سیتومگالوویروس، آنتروویروس‌ها و پاروویروس‌ها
- عفونت: لوپوس، پاروویروس، سرخچه، فنیل کتونوری

شرایط جنین برای لزوم انجام اکو قلب جنین:
- افزایش ضخامت کیسه
- غده عصبی غیرطبیعی
- اختلالات اضطراری و عمده
- کاروتیپ جنین غیرطبیعی
- هیدروپس
- آریتمی قلب جنین
- دیستیکتومی جنین
- تشخیص بیماری‌های کروموزومی در دوران جنینی
- شک به سندرم‌های ژنتیکی از قبیل: داون، تریزومی ۱۸ و …

## همچنین ببینید
- آنژیوگرافی
- نوار قلب
- پژواک‌نگاری قلب جنین

## پیوندهای بیرونی
- Echocardiography (Views, normal values, measurements, free software...) - TECHmED
- VIRTUAL TEE – online self-study and teaching resource
- VIRTUAL Transthoracic Echocardiography - online self-study and teaching resource
- echocardia - online self-study and teaching resource
- Echobasics – free online echocardiography tutorial
- CT2TEE – transesophageal echocardiography simulator